# 유지겸
유지겸(劉知謙, ? ~ 894년)은 중국 당나라 말기 청해군(淸海軍, 본부는 지금의 광둥성 광저우시에 있었다) 번진(藩鎭)의 장교이자 오대 십국 시대 남한의 창시자인 유은·유엄 형제의 아버지이다. 《구오대사》·《신오대사》 등의 기록에는 이름이 유겸(劉謙)으로 전한다. 유지겸은 그의 공적 덕분에 청해군의 전신인 영남동도(嶺南東道)의 봉주(封州, 지금의 광둥성 자오칭시)를 그곳의 자사로서 장악하고 그곳에서 그의 군사력을 증강시켰다. 최종적으로 그의 사후에는 그의 아들 유은이 청해군 번진의 전역을 모두 점령하였고, 이후 유은의 동생인 유암(훗날의 유엄)이 남한이라는 새로운 나라를 세웠다. 남한 건국 후 유엄에 의해 대조(代祖) 성무황제(聖武皇帝)로 추숭되었다. 자는 덕광(德光) 또는 내광(內光).

## 생애

### 배경
종래의 전거자료들에서는 유지겸의 가세(家世, 집안 배경)에 대한 기록이 충돌하나, 그가 당시 빈약한 사회적 지위로 간주되었던 출신이었다는 점에서는 기록이 일치한다. 《신당서》에 의하면, 그는 상채 출신이었으나, 고향에서 있었던 전란 때문에 봉주로 피난, 거주하게 되었다고 한다. 《구오대사》에 의하면, 그의 아버지는 유인안(劉仁安)으로 기록되어 있고, 조주(潮州, 지금의 광둥성 차오저우시)장사(長史)를 역임한 후에 영남 지방에 거주하게 되었다고 한다. 《신오대사》에 의하면, 그의 아버지는 유안인(劉安仁)으로 기록되어 있고, 상채 출신으로 민(閩, 즉 지금의 푸젠성 일대 전역에 해당한다) 지방으로 피난을 갔으며, 후에 영남 지방(남해)에 정착하여 상인이 되었다고 한다.
유지겸의 손녀인 유화(유지겸의 아들인 유은의 딸)의 묘지에는 유지겸의 아버지(유화의 증조부)는 유안(劉安)으로 기록되어 있고, 그의 선조는 동진 건국 당시, 조상 대대로 거주해 왔었던 팽성에서 광주로 피난, 남하한 팽성 유씨 가문 출신이었으며, 이후 광주에 정착하였다가 묘지가 지어진 시점에서는 봉주 하수(賀水, 지금의 광시성 난닝시 상린현) 출신으로 기록되어 있다.
청나라의 학자 양정남(梁廷枏, 1796~1861)이 저술한 《남한서》에 의하면, 유지겸의 선조는 채주(蔡州, 지금의 허난성 주마뎬시) 상채 출신으로, 그의 아버지는 유인안으로 기록되어 있는데, 당나라에서 조주자사를 역임하였고, 민 지방의 천주(泉州, 지금의 푸젠성 취안저우시) 선유(仙遊, 지금의 푸젠성 푸톈시 셴유현)로 이사하였다가, 다시 번우(番禺, 지금의 광둥성 광저우시 판위구)로 이사하였다고 한다.

### 초기 경력
유지겸이 어떻게 영남 지방에 있게 되었든 간에, 그는 결국 청해군의 소교(小校, 하급 장교)가 되었다. 이러한 그의 낮은 사회적 지위에도 불구하고, 유지겸의 재능이 출중하다고 생각한 이 지역(후에 청해군으로 군호(軍號)가 변경되기는 하였지만, 당시에는 영남동도로 알려져 있었다)의 절도사 위주(韋宙)는 자신의 형의 딸(조카딸)을 유지겸과 결혼시키기로 결심하였다. 위주의 아내가 반대하자, 위주는 이렇게 말하였다.
| “ | 이 사람은 평범한 사람이 아니다. 아마도 언젠가는 나의 후손들이 그에게 의지할 수 있을 것이다. | ” |

그 후, 유지겸은 농민 반란군과의 전쟁에서 그들을 격파하여 여러 차례 공을 세웠다.
879년, 황소의 농민 대반란군이 영남동도 번진의 수도 광주(廣州)를 점령하였다. 880년, 황소가 그곳을 버리고 떠나자, 이 일대는 혼란에 빠졌다. 유지겸은 이 기회를 틈타 봉주를 차지하였다. 883년 7월 13일, 당시의 황제였던 당 희종은 유지겸을 봉주자사 겸 하수진사(賀水鎭使, 지금의 광시성 난닝시 소재)에 임명하였다.

### 봉주의 통치
유지겸은 봉주자사로 있으면서, 피난민들을 맞아들이고 경비를 절약하며 군사력을 증강시켰다고 한다. 이윽고 그는 1만 명이 넘는 규모로 그의 군대를 구축하고 상당수의 전함들을 보유하게 되었고, 그의 주는 안정되었다. 그 후, 그는 병이 들자, 자신의 아들들을 불러 그들에게 다음과 같이 말하였다.
| “ | 요즈음 무릉 일대의 도적들이 곳곳에서 일어나고 있다. 나는 강한 군사들과 날카로운 무기들을 가지고 있다. 너희들은 이 기회를 놓치지 말고 그것들을 가지고 대업을 이루도록 하라! | ” |

894년, 유지겸이 사망하자, 그의 장병들은 그의 아들 유은을 자신들의 대장으로 추대하였다. 당시의 청해군 절도사(이 시점에서 영남동도 번진은 청해군으로 군호가 변경되어 있었다) 유숭구(劉崇龜)는 당 희종의 동생이자 후계자인 당 소종에게 유은을 추천하였고, 소종은 유지겸의 후임으로 유은을 봉주자사에 임명하였다.

## 가계
- 아버지: 유인안(劉仁安)[2][4]/유안인(劉安仁)[5]/유안(劉安)[6]
  - 본인 : 유지겸(劉知謙)/유겸(劉謙)
  - 아내 : 위씨(韋氏, ? ~ 917년 이전) - 영남동도 절도사 위주(韋宙)의 딸. 사후 무황후(武皇后)로 추존되었다.
    - 아들 : 유은(劉隱, 874년 ~ 911년) - 훗날의 청해군 절도사
    - 아들 : 유태(劉台)

  - 아내 : 단씨(段氏, ? ~ 889년) - 측실
    - 아들 : 유암(劉巖, 889년 ~ 942년) - 후에 유엄(劉龑)으로 개명하였다. 남한의 초대 황제

## 출전·주해 및 참고 문헌
1. 1 2 3 4 5 6 7 8  《신당서》, vol. 190.
2. 1 2 3 4  《남한서(南漢書)》, 권1.
3. ↑  대부분의 종래의 전거자료들은 그의 이름을 유지겸이 아닌 유겸(예를 들어, 《구오대사》·《신오대사》)으로 표기하고 있으나, 그에 대한 실제 열전을 포함한 유일한 종래의 전거자료에서는 그의 아들들의 열전에서 단순히 그를 언급하는 것이 아니라 그를 유지겸(《신당서》)으로 표기하고 있는데, 다른 전거자료들이 후한의 전거자료(후한의 개국 황제인 고조(유지원)의 이름을 피휘하기 위하여 "지(知)" 자를 제거하였을 것이다)들에 의존하였을 수도 있기 때문에, "지(知)" 자를 잘못 제거하였다고 믿었던 것으로 보인다. 송나라의 역사가 구양수가 《신당서》와 《신오대사》의 주요 편찬자였음에도 불구하고, 모순은 존재하였다.
4. 1 2 3  《구오대사》, 권135.
5. 1 2 3  《신오대사》, 권65.
6. 1 2 3 4  진홍균(陳鴻鈞), “복건에서 출토된《당 고 연국명혜부인 팽성 유씨 묘지(唐故燕國明惠夫人彭城劉氏墓誌)》에 대한 고찰과 분석”, 닝보 대학교 학보 (인문과학판) 제23권, 5기(2010년 9월).
7. 1 2  《자치통감》, 권255.
8. ↑  《자치통감》, 권253.
9. ↑  대만 중앙연구원 중국력(中國曆) ↔ 서력(西曆) 변환기
10. ↑  《자치통감》, 권259.

- 《신당서》, 권190.
- 《자치통감》, 권255·259.